# Jardim Veloso

Jardim Veloso  é um bairro localizado no município de  Osasco, São Paulo, Brasil.
Sendo delimitado ao Norte pelos bairros Padroeira e Bandeiras;   Leste pelos bairros 
Santo Antônio, Bussocaba e Novo Osasco; Sul com o bairro Conceição; Oeste, com o bairro Conjunto Metalúrgicos. Os loteamentos do bairro são: Jardim Veloso; Jardim Paulista; Jardim São Victor; Jardim Saleme; Parque São Nicolau; Jardim Cristo Redentor; Vila São João; Jardim Nova Primavera; Jardim Helena; Jardim Marinho; Jardim Olga; Jardim Santo Antônio; Vila Manzini.

## Vias principais
- Avenida João de Andrade
- Avenida Santiago Rodilha
- Avenida Sarah Veloso
- Avenida Benedito Alves Turíbio
- Rua Angelo Manzola
- Rua Jorge Tibiriçá
- Rua César Ladeira
- Rua Dolores Lupiano Moioli
- Rua Brasília
- Rua Robert Kennedy
- Rua Doutor Edmundo Amaral[2]

## Dados da segurança pública do bairro
| Ocorrências de 2004           | Porcentagem | Números |
| ----------------------------- | ----------- | ------- |
| Homicídio doloso              | 0,91%       | 3       |
| Tentativa de homicídio doloso | 2,42%       | 8       |
| Tráfico de entorpecentes      | 2,12%       | 7       |
| Corrupção de menores          | 1,21        | 4       |
| Furto                         | 24,85       | 82      |
| Roubo                         | 39,70%      | 131     |
| Furto de veículos             | 13,94%      | 46      |
| Roubo de veículos             | 12,72%      | 42      |
| Outras ocorrências            | 2,12%       | 7       |
| Total ocorrências             | 100%        | 330     |

Fonte - Secretaria de Gestão Estratégica – Pesquisa - 2005

## Educação
- Creche Alha Elias Abibe Rua Amadeu Amaral
- Creche Amador Aguiar
- EMEI Senador José Ermírio de Moraes
- EMEI Professor Emir Macedo Nogueira
- EMEF Alice Rabecchini Ferreira
- EE Professor Oguiomar Ruggeri
- EE Antônio de Almeida Júnior
- EE Tarsila do Amaral

## Saúde
- UBS III Vasco Rocha Leão[1]